# Sästjärnen
Sästjärnen är en sjö i Mora kommun i Dalarna och ingår i Dalälvens huvudavrinningsområde. Sjön har en area på 0,628 kvadratkilometer och ligger 193,1 meter över havet. Sjön avvattnas av vattendraget Säsån. Vid provfiske har abborre, gers, gädda och mört fångats i sjön.

## Delavrinningsområde
Sästjärnen ingår i det delavrinningsområde (677567-142371) som SMHI kallar för Utloppet av Sästjärnen. Medelhöjden är 220 meter över havet och ytan är 10,74 kvadratkilometer. Räknas de 5 avrinningsområdena uppströms in blir den ackumulerade arean 32,85 kvadratkilometer. Säsån som avvattnar avrinningsområdet har biflödesordning 2, vilket innebär att vattnet flödar genom totalt 2 vattendrag innan det når havet efter 329 kilometer. Avrinningsområdet består mestadels av skog (72 procent) och sankmarker (14 procent). Avrinningsområdet har 0,63 kvadratkilometer vattenytor vilket ger det en sjöprocent på 5,8 procent.